# RS-425
Pour les articles homonymes, voir Route 425.
La RS 425 est une route locale du Centre-Est de l'État du Rio Grande do Sul, qui relie la RS-332, sur le territoire de la municipalité d'Encantado, à la commune de Nova Bréscia. Elle dessert ces deux seules villes, et est longue de 13 km.